# 萊頓 (愛荷華州)
萊頓（英語：Lytton）是一個位於美國愛荷華州索克縣和卡爾霍恩縣的城市。

## 地理
萊頓的座標為42°25′28″N 94°51′33″W / 42.42444°N 94.85917°W，而該地的平均海拔高度為374米（即1227英尺）。

## 人口
根據2010年美國人口普查的數據，萊頓的面積為0.52平方千米，當中陸地面積為0.52平方千米，而水域面積為0.00平方千米。當地共有人口315人，而人口密度為每平方千米605人。